# Ballylinan
Ballylinan (alternativt: Ballylynan, iriska: Baile Uí Laigheanáin) är en ort i grevskapet Laois i Republiken Irland. Orten ligger nära gränsen till grevskapet Kildare, längs väg N78. Tätorten (settlement) Ballylinan hade 1 101 invånare vid folkräkningen 2016.